# Dejima
Dejima (出島, ordret oversat "udgangsø"; også Desjima eller Deshima, af og til latiniseret som Decima) var en lille vifteformet, kunstig ø anlagt i Nagasaki-bugten i 1634. Øen var knyttet til fastlandet via en 4,5 meter lang stenbro.
Øen, som blev skabt ved at grave en kanal gennem en smal halvø, var det eneste sted i Japan, hvor handel mellem Japan og verden uden for kunne finde sted i en periode over 200 år fra 1634 til 1854. Denne periode sammenfalder omtrent med Tokugawa-shōgunatet. Dejima blev etableret for at kontrollere udenlandske handelsmænd som del af en selvpålagt isolationistisk politik kaldet "sakoku".

## Historie
I første omgang etableret for at huse portugisiske handelsmænd og del af undertrykkelsen af kristendommen, som var blevet stærk i Nagasaki-regionen, blev senere kinesiske og nederlandske skibe tilladte fra 1641. Efter Shimabara-oprøret i 1637-1638 blev portugiserne bortvist fra Dejima i 1639. Det nederlandske ostindiske kompagni stod for den største del af handelen de næste 200 år, med gode afkast og god rentabilitet til trods for betydelige restriktioner. Udlændingene blev bevogtet på øen og fik ikke lov til at komme ind på fastlandet, i perioder fik ikke flere end to skibe lov til at komme til Dejima. Udlændinge, som blev påtruffet i Japan uden for denne ø i Edo-perioden, risikerede at blive henrettet. Med få undtagelser (handelsmænd, regeringsembetsmænd og prostituerede), måtte japanerne heller ikke besøge Dejima. Det fandtes omkring 60 bygninger på Dejima, og mellem 10 og 15 hollændere boede der til enhver tid, alle mænd: handelsmænd, sekretær, læge, kok, og tjenere fra Java.
Efter 1715 fik blot to nederlandske skibe lov til at komme til Dejima hvert år. Totalt var det omtrent 600 nederlandske anløb af Dejima mellem 1641 og 1860. Nederlænderne kom med råsilke, tekstiler, læder og farvestoffer, og de købte umøntede ædelmetaller, mønter, kamfer og andet.
Øen strakte sig over et område på mellem 13.000 og 15.000 m². I dag er øen landfast og en del af byen, men i februar 2017 begyndte bygningen af en ny, 38.5 meter lang bro, som forventedes at blive færdig i november samme år.
Dejima nederlandske handelspost er et japansk nationalmonument.

## I litteraturen
Dette specielle handelsmiljø er skildret i en roman fra 2010 af den engelske forfatteren David Stephen Mitchell, kaldet The Thousand Autumns of Jacob de Zoet.